# Mantispa fuscipennis
Mantispa fuscipennis is een insect uit de familie van de Mantispidae, die tot de orde netvleugeligen (Neuroptera) behoort. 
Mantispa fuscipennis is voor het eerst wetenschappelijk beschreven door Erichson in 1839.